# Maison forte du Bois-Rozé
La maison forte du Bois-Rozé est une demeure du début du XVIe siècle qui se dresse sur le territoire de la commune française de Bénarville, dans le département de la Seine-Maritime, en région Normandie. L'édifice est inscrit au titre des monuments historiques.

## Localisation
La maison-forte est située route d'Angerville, sur une position stratégique, à Bénarville, dans le département français de la Seine-Maritime. Elle faisait partie d'un ensemble fortifié qui commandait la vallée de la Ganzeville.

## Historique
La maison forte initiale est occupée par les troupes anglaises pendant la guerre de Cent Ans.
Elle est acquise par Charles de Goustimesnil, ligueur, capitaine de Bois-Rozé, rallié à Henri IV en 1593.
Un incendie détruit [Quand ?]ultérieurement la partie supérieure de l'édifice, qui est arasé. Celui-ci remanié au XVIIe siècle a été restauré dans les années 1980, ainsi que le corps d'habitation attenant, par M. Charles Clément-Grandcourt.

## Description
[Où ?]C'est « un des rares exemples d'architecture militaire du XVIe siècle ».
L'édifice du début du XVIe siècle, de plan quadrangulaire, découronné, est bâti en pierres calcaires, silex, briques et grès.
Ne subsistent au début du XXIe siècle qu'une tour et des murailles.

## Protection
La maison forte, y compris le mur la prolongeant vers le nord, les parties subsistantes de l'enclos, le colombier et l'emprise foncière des parcelles 146, 145 et 276 sont inscrits au titre des monuments historiques par arrêté du 22 mai 1996.

## Pour approfondir